# Suzukielater
Suzukielater là một chi bọ cánh cứng trong họ 
Elateridae.
Chi này được miêu tả khoa học năm 1987 bởi Kishii.

## Các loài
Chi này có các loài:
- Suzukielater babai (Kishii & Ôhira, 1956)